# Homomallium gollanii
Homomallium gollanii är en bladmossart som beskrevs av Brotherus och Hisatsugu Ando 1973. Homomallium gollanii ingår i släktet Homomallium och familjen Hypnaceae. Inga underarter finns listade i Catalogue of Life.